# Zöldes körtike
A zöldes körtike (Pyrola chlorantha) a hangafélék családjába tartozó, zöldessárga szirmú erdei vadvirág. Magyarországon védett.

## Megjelenése
A zöldes körtike 10–30 cm magas, lágyszárú, örökzöld, évelő növény. Levelei tőlevélrózsát formálnak. Az egyes levelek 1–3 cm hosszúak, 1–4 cm szélesek, kihegyesedő kerekdedek, nyelük hosszabb, mint maga a levél. Csúcsuk tompa, színük sötétzöld, tapintásra bőrneműek. A levélnyél és a levélerek sokszor pirosas színűek.
Május végétől júliusig virágzik. Virágzata 3-12 bókoló virágból álló laza fürt, amelynek szára vöröses. Az egyes virágok 8–13 mm-esek, a szirmok 6–8 mm hosszúak, zöldesfehérek vagy sárgásszöldek. A csészelevelek kicsik, 1,5–2 mm-esek, hegyes csúcsúak, nem érik el a sziromlevelek felét. A 6–7 mm-es, világoszöld, lefelé görbülő bibeszál láthatóan kinyúlik a virágból.
Kromoszómaszáma 2n=46.
Hasonlít hozzá a kereklevelű körtike (Pyrola rotundifolia), amelynek szirmai fehérek, csészelevelei a szirmok feléig érnek. A kis és a középső körtike (Pyrola minor, Pyrola media) bibeszála egyenes, az előbbinél nem áll ki a virágból.

## Elterjedése és termőhelye
Eurázsiában és Észak-Amerikában honos. Európában nyugati elterjedési határa kb. egybeesik Németország nyugati határaival. Észak-Amerikában nyugaton és északkeleten él, a Nagy-síkságról és délkeletről hiányzik. Magyarországi előfordulása: Mátra, Bakony, Bakonyalja, Keszthelyi-hegység, Soproni-hegység, Kőszegi-hegység, Vend-vidék, Őrség, Hetés, Göcsej, Dél-Zala, Belső-Somogy, Külső-Somogy, Duna–Tisza köze.
Tűlevelű vagy lombos erdőkben él, a meszes talajokat kerüli. 3700 m magasan is megtalálták. Rokonaihoz hasonlóan gyökerei gombákkal vannak szimbiotikus kapcsolatban (mikorrhiza). A körtike a gombafonalaktól vizet és ásványi anyagokat kap, nekik pedig cukrokat szolgáltat.
Magyarországon 1982 óta védett, természetvédelmi értéke 50 000 Ft.

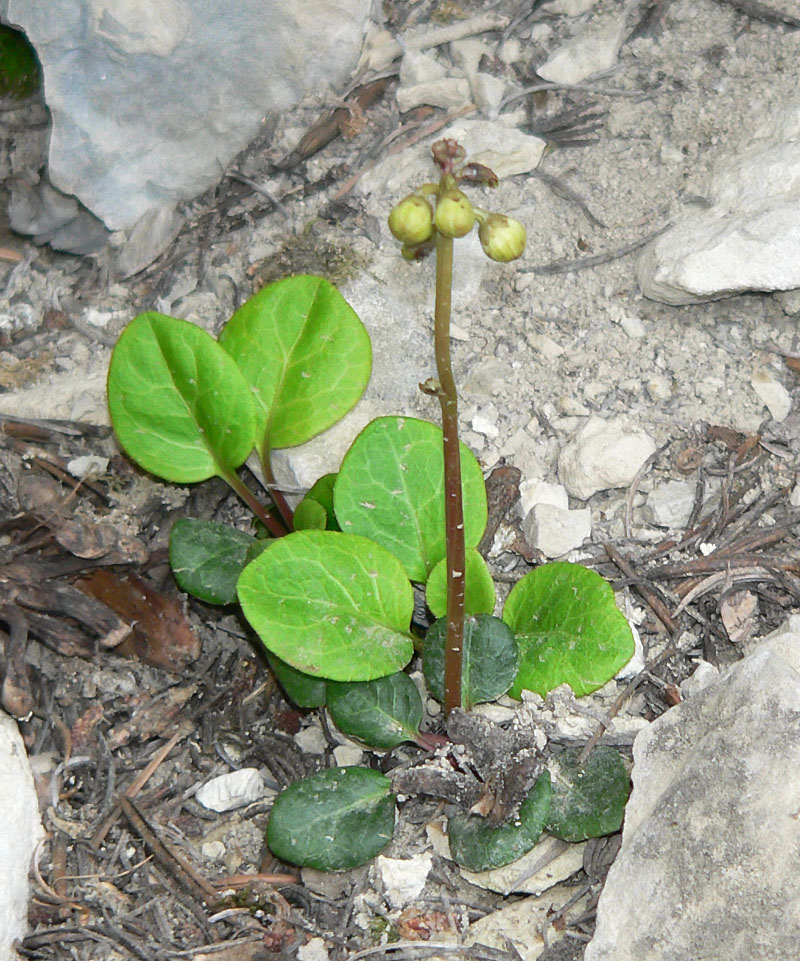
Virágzás előtt
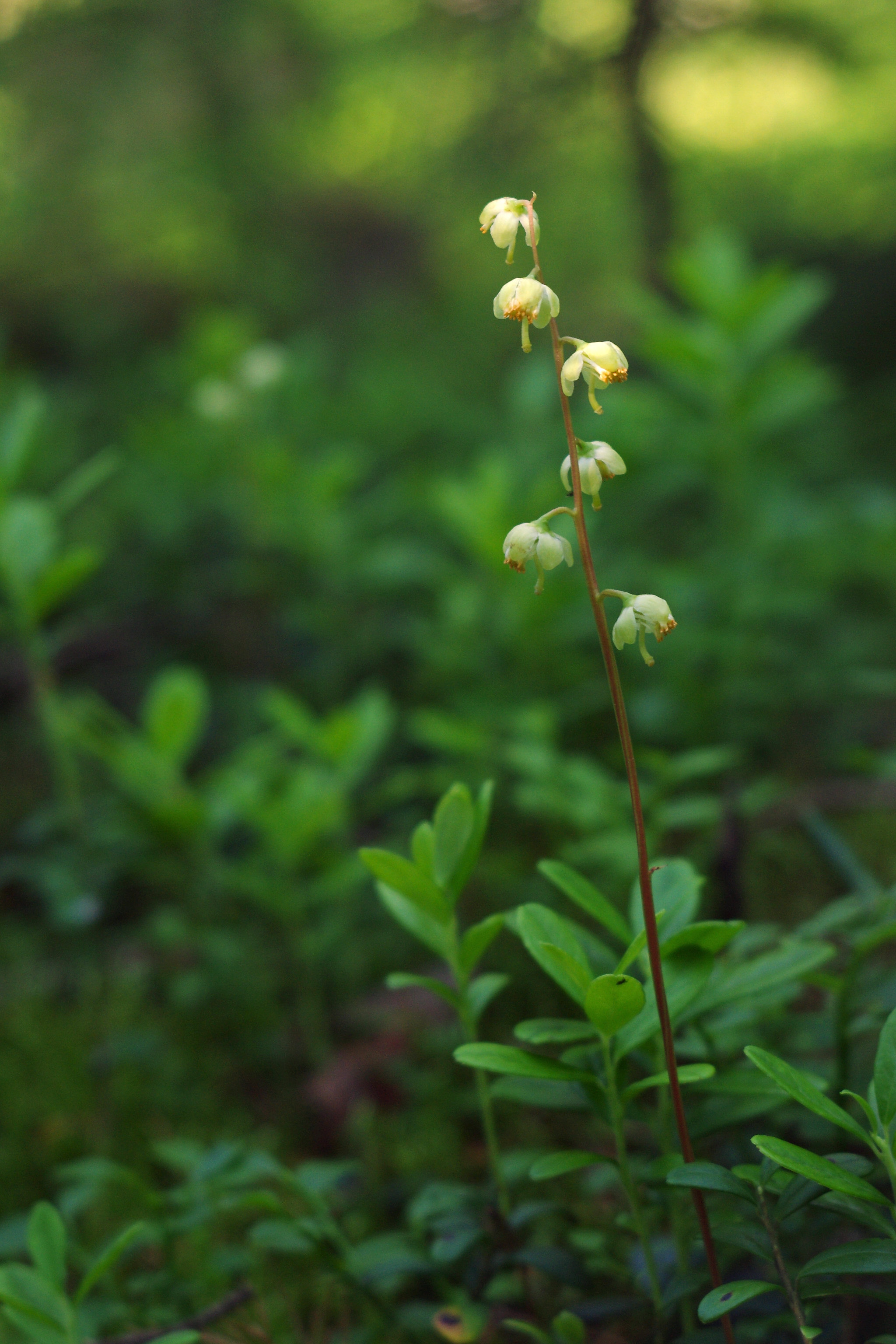
Virágzó körtike
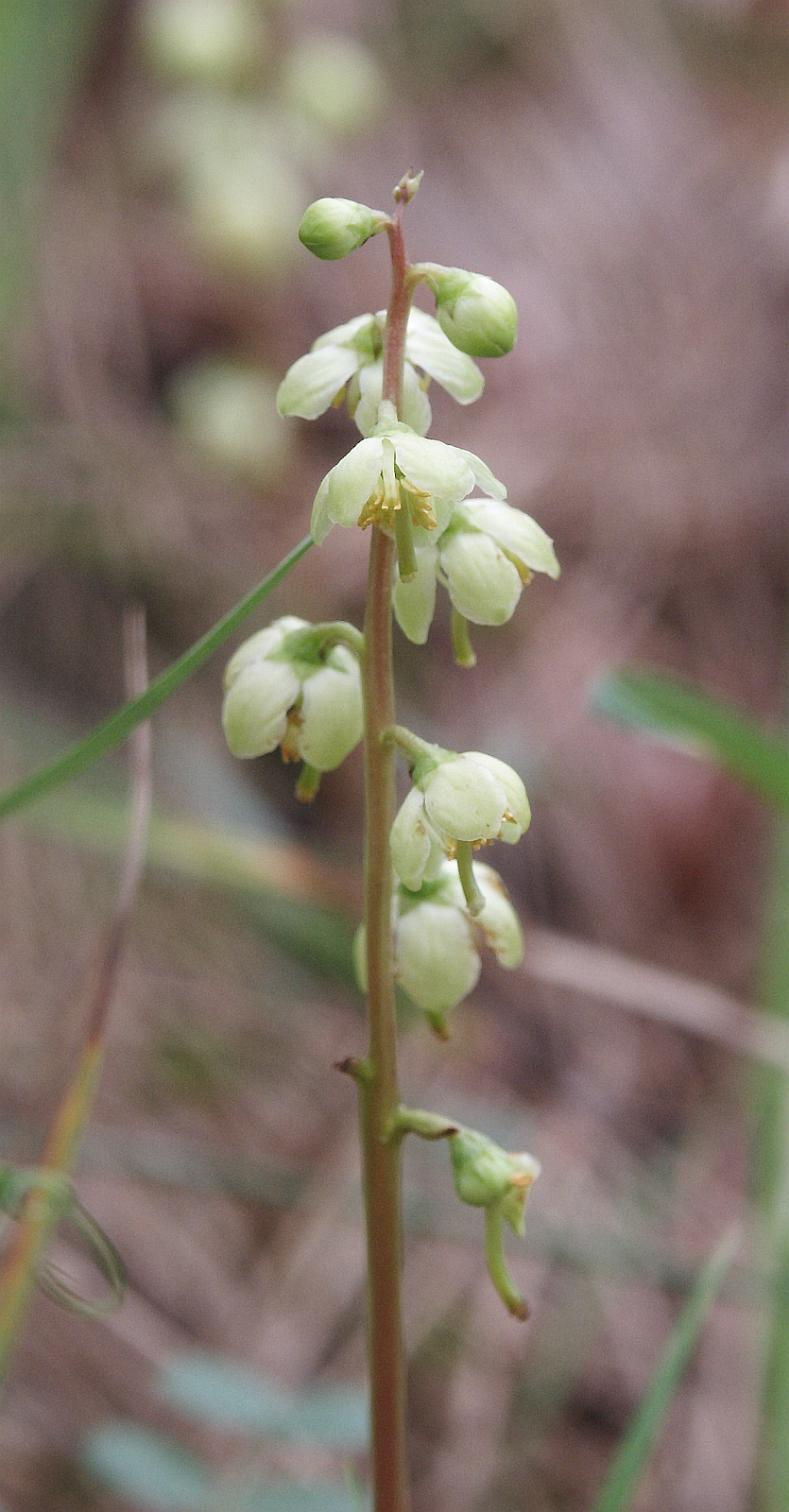
Virágai közelről
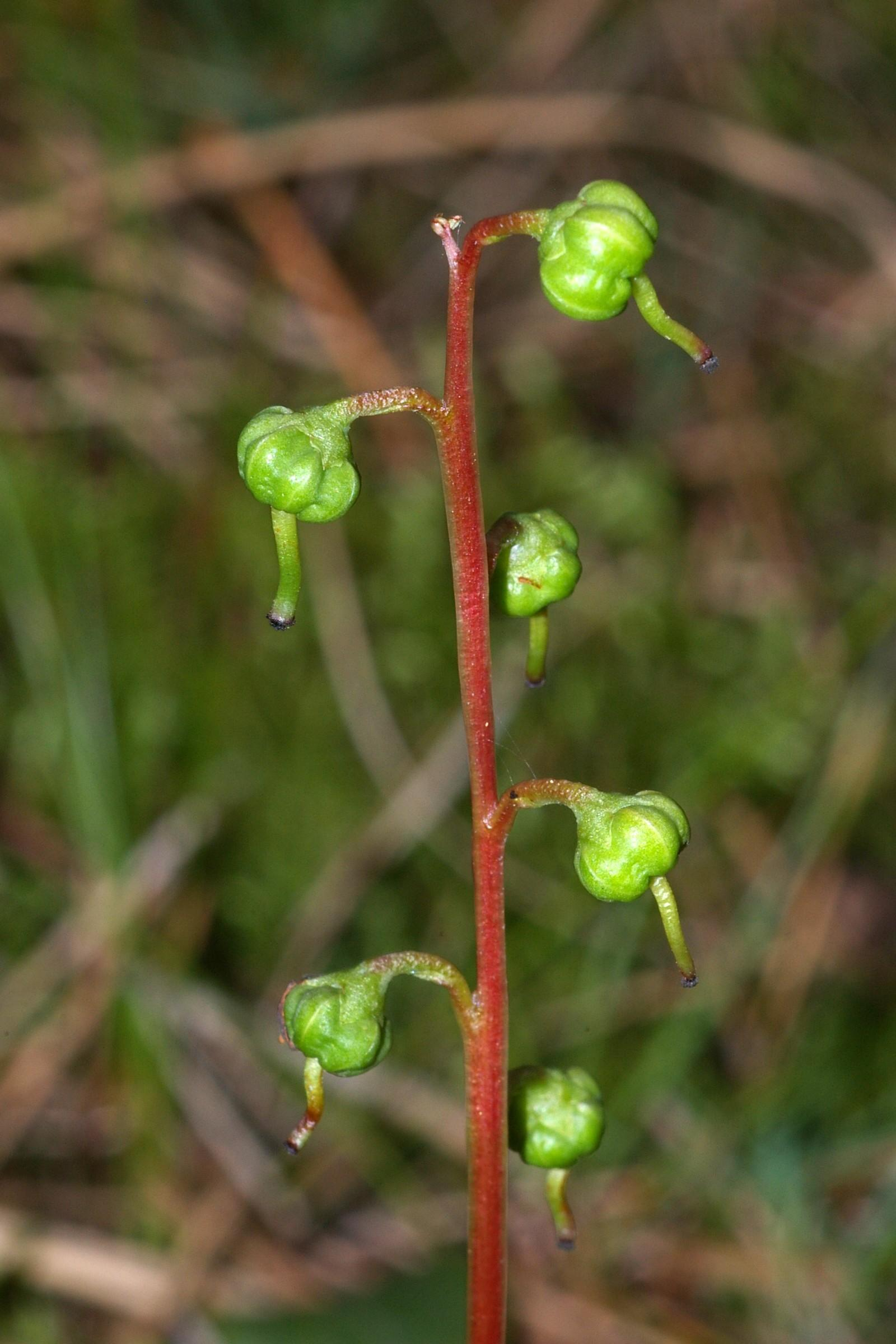
Termései